# Боромлянська сільська територіальна громада
Боромлянська сільська територіальна громада — територіальна громада в Україні, у Охтирському районі Сумської області. Адміністративний центр — село Боромля.
Площа громади — 305,02 км², населення — 5326 мешканців (2018).
Утворена 4 вересня 2016 року шляхом об'єднання Боромлянської, Гребениківської і Жигайлівської сільських рад Тростянецького району.
19 липня 2020 року, в результаті адміністративно-територіальної реформи та ліквідації Тростянецького району, громада увійшла до складу новоутвореного Охтирського району.

## Населені пункти
До складу громади входять 12 сіл: Боромельське, Боромля, Братське, Вовків, Градське, Гребениківка, Жигайлівка, Мозкове, Набережне, Новгородське, Пархомівка та Шевченків Гай.